# Galerie-Café Adler
Koordinaten: 53° 34′ 16,7″ N, 9° 57′ 38,2″ O
Das Galerie-Café Adler war ein um 1970 von Dieter Bockhorn gegründetes Lokal. Es befand sich in den Räumen einer ehemaligen Drogerie am Weidenstieg 17 im Hamburger Stadtteil Eimsbüttel. Das Lokal war in den 1970er Jahren ein Zentrum der Alternativ- und Gegenkultur, zog aber auch zahlreiche Gäste aus dem Hamburger Rotlichtmilieu an. Es wurde am 18. Juni 1979 nach wiederholten Drogenfunden behördlicherseits geschlossen.

## Bedeutung
Berühmt wurde das Adler vor allem wegen seiner zahlreichen extravaganten Dekorationen. Diese reichten von herkömmlichen Gemäldeausstellungen bis hin zu Aktionen weit jenseits aller bürgerlichen Vorstellungen und Moral. So dekorierte Bockhorn das Adler beispielsweise mit den fingierten Spuren einer Vergewaltigung, indem er gestellte Fotografien, auf denen er selbst als Vergewaltiger zu sehen war, neben einem zerrissenen Slip und Laub aus dem Wald, in dem die Vergewaltigung angeblich stattgefunden hatte, im Lokal ausstellte. Eine andere Dekoration bestand aus Stroh und in Bonbongläsern zur Schau gestelltem Kuhdung – was nach Bockhorns Darstellung den Hamburger Stadtbewohnern das Landleben näher bringen sollte, nach einigen Tagen aber vom Gesundheitsamt aus Hygienegründen verboten wurde. 
Besondere Aufmerksamkeit zog das Café Adler auf sich, nachdem es Bockhorn gelungen war, sein für Drogenkonsum berüchtigtes Lokal mit mehreren von der Polizei zum Zweck der Drogenprävention bereitgestellten Schaukästen zu dekorieren, in denen sich Proben fast aller damals gängigen Drogen befanden. Die Absurdität der vorgeblichen Anti-Drogen-Ausstellung wurde noch dadurch unterstrichen, dass Bockhorn für das Café eine drogenverherrlichende Flagge entworfen hatte. Diese war abgeleitet von der Fahne einer Hamburger Reederei und zeigte einen Adler, der aber nicht wie das Original Lorbeeren in den Krallen hielt, sondern Marihuanapflanzen.

## Geschichte
In den ersten Jahren seines Bestehens war das Lokal ein großer kommerzieller Erfolg. Mit der Zeit zog es auch immer mehr Gäste an, die weder aus der Alternativkultur noch aus dem Rotlichtmilieu stammten. Zu den Besuchern zählten beispielsweise der Rockmusiker Alvin Stardust, die Boomtown Rats mit Leadsänger Bob Geldof, der  Spiegel-Herausgeber Rudolf Augstein, der spätere Erste Bürgermeister von Hamburg Hans-Ulrich Klose und das Fotomodell Uschi Obermaier, die damalige Lebensgefährtin Bockhorns. 
Nachdem Bockhorn und Obermaier 1976 zu einer knapp zweijährigen Reise durch Asien aufgebrochen waren und sich nicht mehr persönlich um das Lokal kümmerten, begann der Abstieg des Cafés Adler von einem exotischen Szenetreff zu einer Lokalität, die fast nur noch Drogensüchtige, Dealer und Kriminelle anzog. So war das Adler beispielsweise eine Zeit lang zentraler Treffpunkt der sogenannten Nutella-Bande, eine für zahlreiche Straftaten verantwortliche Zuhälterorganisation um Klaus Barkowsky und Peter Töpfer. Dementsprechend geriet das Lokal immer stärker ins Visier der Polizei und war mehrfach Gegenstand polizeilicher Ermittlungen. Nachdem sich in und um dem Lokal eine weitgehend offene Drogenszene gebildet hatte, wurde das Café Adler nach mehreren Razzien 1979 durch die Behörden geschlossen.